# Colin Campbell
Colin Campbell, 1.º Barão Clyde, de seu nome de nascimento Colin Macliver ou M'Liver GCB, KSI (20 de outubro de 1792–14 de agosto de 1863) foi um militar escocês. Atingiu a patente de marechal de campo. Serviu na Guerra Peninsular (Batalha do Vimeiro) e na Índia Britânica, durante a Revolta dos Sipais. Regressou à Grã-Bretanha em 1853, mas no ano seguinte partiu para a Guerra da Crimeia, aceitando o comando da Brigada das Terras Altas (Highland Brigade), que fazia parte da divisão liderada pelo duque de Cambridge. A brigada e o seu líder distinguiram-se com grande bravura na Batalha de Alma, e com a sua célebre fina linha vermelha de Highlanders conseguiram repelir as tropas do Exército Imperial Russo na Batalha de Balaclava. Ele está enterrado na Abadia de Westminster.